# Trans European Airways
Trans European Airways (im Markenauftritt firmierend als TEA) war eine belgische Charterfluggesellschaft, die ab 1990 auch Linienflüge durchführte. Zudem verleaste das Unternehmen einzelne Maschinen zeitweise an andere Fluggesellschaften. International bekannt wurde die Trans European Airways durch ihre Beteiligung an der Operation Moses. Das Unternehmen hat den Flugbetrieb im Jahr 1991 eingestellt.

## Geschichte

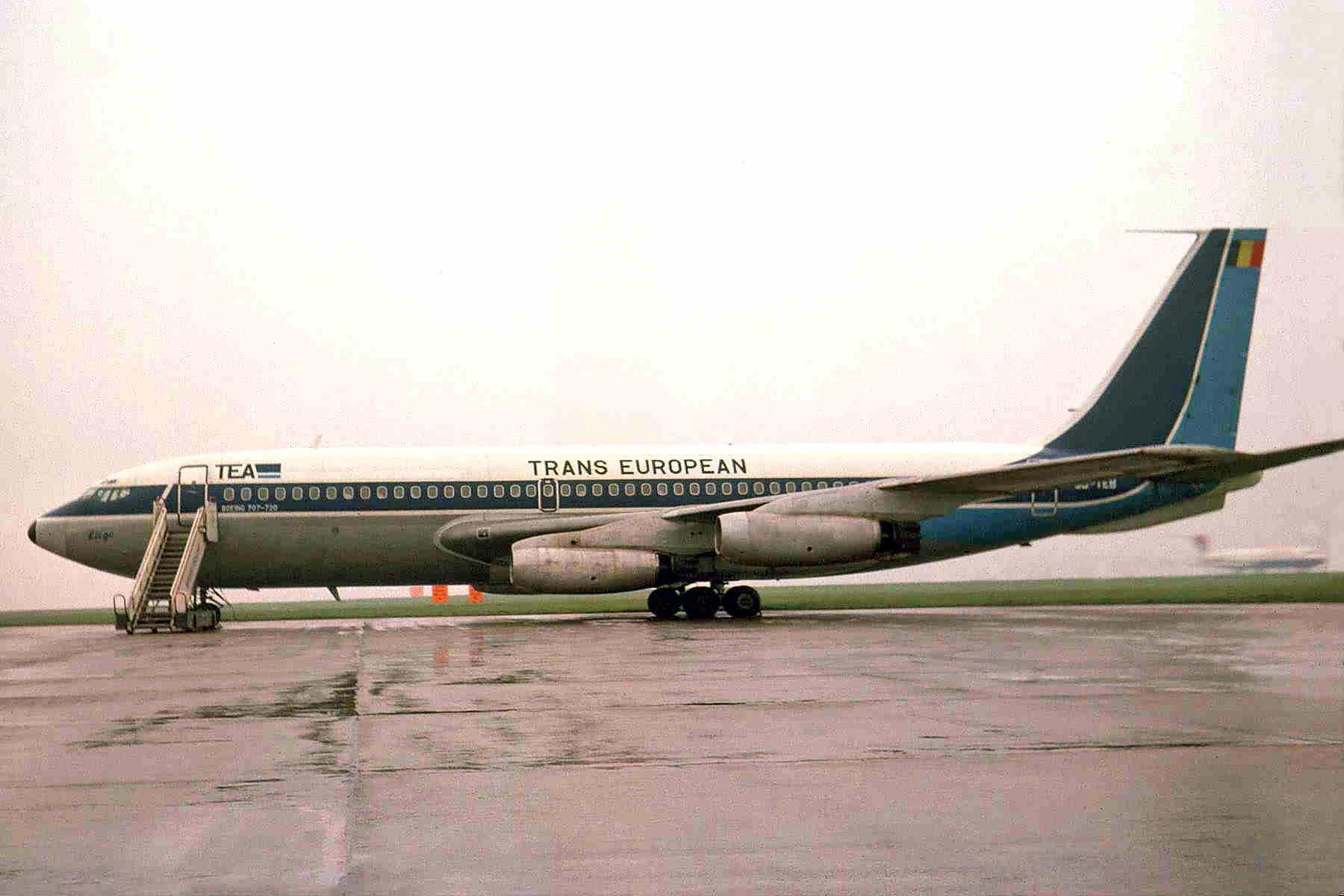
Boeing 720 der TEA, Manchester 1979

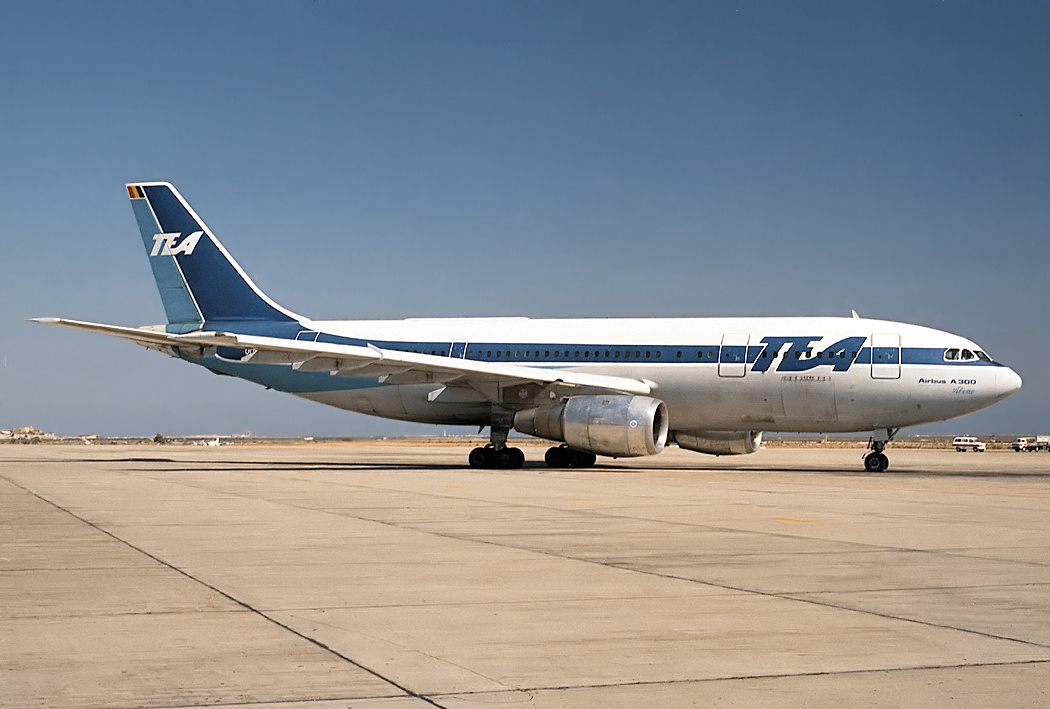
TEA setzte ab 1974 als weltweit erste Charterfluggesellschaft einen Airbus A300 ein

Trans European Airways (TEA) wurde im Oktober 1970 in Brüssel von Georges Gutelman gegründet, um preisgünstige Flugreisen für Studenten und Reisegruppen anzubieten, die Gutelman über sein Reisebüro TIFA vermarktete. Die Aufnahme des Flugbetriebs erfolgte Anfang Juni 1971 mit einer Boeing 720 aus den Beständen der Eastern Air Lines. Das Flugzeug wurde im Auftrag des belgischen Reiseveranstalters Sunsnacks und anderer Touristikunternehmen auf IT-Charterflügen in den Mittelmeerraum eingesetzt. Im August 1972 erwarb TEA ein zweites Flugzeug dieses Typs von Aer Lingus, das im Winter 1972 zeitweise an andere Fluggesellschaften vermietet wurde, unter anderem an Air Cambodge. Obwohl die Nachfrage nach Pauschalreisen infolge der ersten Ölkrise ab Herbst 1973 europaweit einbrach, konnte TEA schnell expandieren. Das Unternehmen erhielt im Frühjahr 1974 drei Boeing 707 und stellte im November 1974 als weltweit erste Charterfluggesellschaft ein Großraumflugzeug des Typs Airbus A300 in Dienst. Der Airbus wurde noch im selben Monat im Wetlease an Air Algérie vermietet und bis Januar 1975 auf Pilgerflügen zwischen Algier und Mekka einsetzt. Auch in den Folgejahren führte TEA neben touristischen Charterdiensten regelmäßig Pilgerflüge durch, unter anderem für die afrikanischen Gesellschaften Egypt Air, Nigeria Airways und Tunisair. Zudem verleaste das Unternehmen zeitweise Flugzeuge an europäische und amerikanische Fluggesellschaften. Durch die Vermietungen konnte TEA ihre Maschinen auch während der nachfrageschwachen Wintermonate gewinnbringend betreiben.
Die Gesellschaft plante im Sommer 1975 IT-Charterflüge vom Amsterdamer Flughafen Schiphol mit einem zweiten Airbus A300 aufzunehmen, erhielt aber von den niederländischen Behörden keine Betriebserlaubnis. Der zweite Airbus wurde anschließend kurzzeitig an Transavia Holland und im Jahr 1977 langfristig an Egypt Air vermietet. Flugzeuge des Typs Boeing 737 ergänzten ab Juni 1976 die Flotte und lösten die Boeing 720 (bis 1978) und die drei ältesten Boeing 707 (bis 1984) ab. TEA beantragte 1979 Verkehrsrechte für von Brüssel ausgehenden Langstreckencharter, was aber vom belgischen Transportministerium abgelehnt wurde. Im Jahr 1982 entstand am Brüsseler Flughafen das firmeneigene Werftunternehmen TEAMCO, das neben zivilen Verkehrsmaschinen ab Mitte der 1980er Jahre auch belgische und dänische Kampfflugzeuge des Typs F-16 sowie Hubschrauber der in Europa stationierten US-Streitkräfte wartete.
Mitte der 1980er-Jahre ließ der begrenzte belgische Touristikmarkt kein weiteres Wachstum zu. Die Unternehmensleitung entschied sich, die Aktivitäten auf andere europäische Staaten auszudehnen. Aufgrund des damaligen Luftverkehrsrechts konnte dies nur durch die Gründung ausländischer Tochtergesellschaften erfolgen. Ab 1987 entstanden Tochterunternehmen der Trans European Airways in Frankreich, Großbritannien, Italien, der Schweiz und der Türkei. Gleichzeitig wurden Bestellungen über 10 Maschinen des Typs Airbus A310 sowie über 22 Boeing 737 getätigt, die ab 1990 an TEA und ihre Tochtergesellschaften ausgeliefert werden sollten. In Ergänzung zu den Charterflügen führte TEA ab dem 10. Juni 1990 Linienflüge zwischen Brüssel und dem Flughafen London-Gatwick durch. Im September 1990 wurden weitere Linienstrecken von Brüssel nach Athen, Barcelona, Nizza und Las Palmas eingerichtet. Die Beschaffung der neuen Flugzeuge und der kostenintensive Aufbau der zunächst nur verlustbringenden Tochtergesellschaften belasteten im zunehmenden Maße die Liquidität des Unternehmens. Infolge des Zweiten Golfkriegs brach der Urlaubsreiseverkehr europaweit ein, so dass sich die wirtschaftliche Situation weiter verschlechterte. Das Unternehmen bat im Juli 1991 um staatliche Unterstützung, um die drohende Insolvenz abzuwenden. Die belgische Regierung lehnte eine Finanzhilfe ab. Am 9. September 1991 beantragte die Gesellschaft Gläubigerschutz. Ein eingeschränkter Flugbetrieb konnte noch bis zum 3. November 1991 fortgesetzt werden. Einen Tag später erklärte das Brüsseler Handelsgericht die Trans European Airways für insolvent.

## Tochtergesellschaften

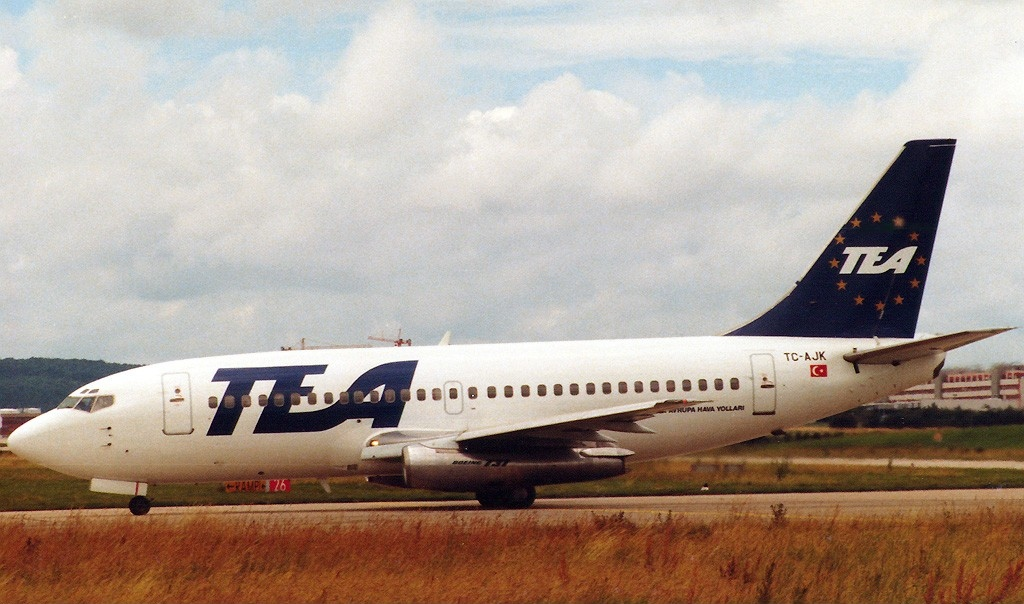
Die Boeing 737-200 der 1987 gegründeten TUR European Airlines

Ab 1987 gründete Trans European Airways fünf Charterfluggesellschaften außerhalb Belgiens. Diese firmierten unter identischem Markennamen und – mit Ausnahme der TEA Basel – in einheitlichen Konzernfarben. Die Tochterunternehmen waren in Reihenfolge ihrer Gründung:

### TUR European Airways (Türkei)
Die türkische TUR European Airways wurde Anfang 1987 gegründet. Trans European Airways übernahm eine 49%ige Beteiligung an der Gesellschaft, die restlichen Anteile hielt die türkische Kavala Group. TUR European Airways nahm den Betrieb im Mai 1988 mit einer Boeing 737-200 der belgischen Muttergesellschaft zwischen Antalya und Mitteleuropa auf. Bereits im November 1988 trat TEA ihre Gesellschaftsanteile vollständig an die Kavala Group ab. Das türkische Unternehmen führte den Flugbetrieb danach bis ins Jahr 1994 weiter.

### TEA France (Frankreich)
TEA France wurde im September 1987 gegründet, erhielt aber erst im Jahr 1989 ein Air Operator Certificate vom französischen Verkehrsministerium. Trans European Airways besaß 49 % der Unternehmensanteile, die restlichen 51 % wurden von zwei französischen Banken getragen. Ursprünglich sollte die Gesellschaft touristische Charterflüge vom Flughafen Lille durchführen und daneben italienische sowie irische Pilger zum Wallfahrtsort Lourdes befördern. Letzteres wurde nicht realisiert. Die Betriebsaufnahme vom Flughafen Lille erfolgte am 6. Oktober 1989 mit zwei Maschinen des Typs Boeing 737. Ab 1990 setzte das Unternehmen auch einen Airbus A310 ein. TEA France meldete am 20. Januar 1992 Insolvenz an. Unter Aufsicht der Insolvenzverwaltung wurde der Flugbetrieb bis Ende April 1992 fortgesetzt.

### TEA Basel (Schweiz)

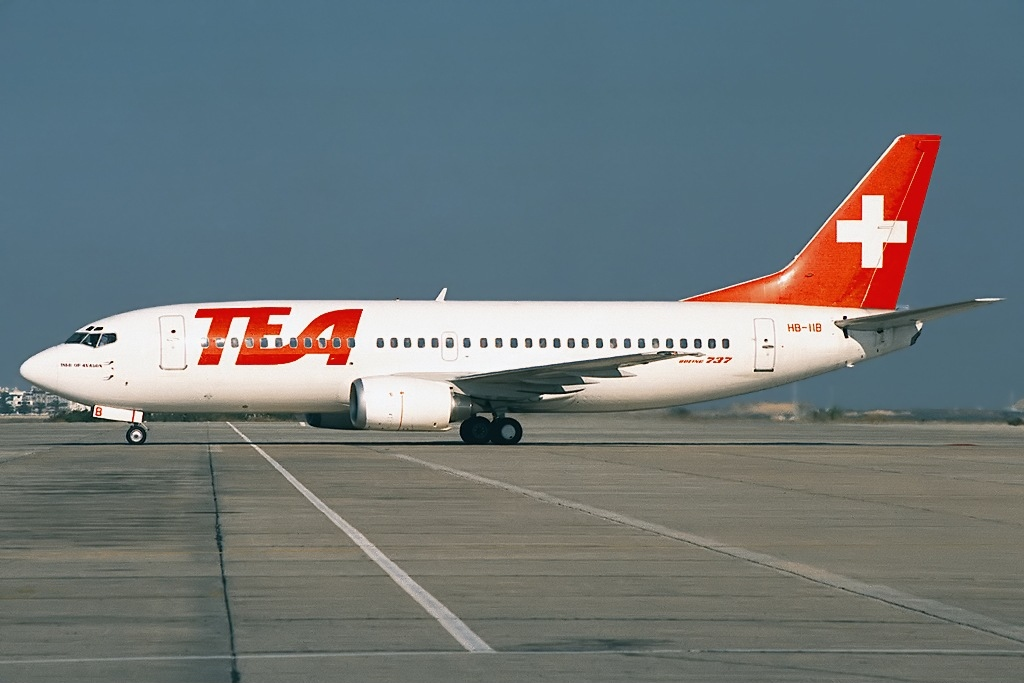
Eine Boeing 737-300 der TEA Basel

Die Tochtergesellschaft TEA Basel wurde am 18. März 1988 gegründet, misstrauisch beobachtet von Balair und Swissair. Die belgische Trans European Airways besaß ein Drittel der Unternehmensanteile, die restlichen Anteile hielten Schweizer Investoren. Die Aufnahme des Flugbetriebs erfolgte am 23. März 1989 zwischen Zürich und Lissabon. Obwohl die Gesellschaft den Zusatz Basel trug, setzte das Unternehmen seine zwei Boeing 737-300 überwiegend ab Zürich ein. Nach der Insolvenz der belgischen Muttergesellschaft übernahm die Schweizer Air Finance AG deren Beteiligungen, so dass TEA Basel den Flugbetrieb fortsetzen konnte. Das Unternehmen wurde am 1. April 1994 zur TEA Switzerland umfirmiert und begann 1998 eine Kooperation mit der britischen easyJet Airline, die im selben Jahr 40 % der Anteile erwarb. Die Gesellschaft wurde am 1. April 1999 in easyJet Switzerland umbenannt, blieb aber ein rechtlich separates Unternehmen. Die britische easyJet Airline Company stockte ihre Beteiligung an der Gesellschaft später auf 49 % auf.

### TEA UK (Vereinigtes Königreich)
Im Januar 1989 erwarb Trans European Airways die insolvente britische Fluggesellschaft Mediterranean Express, die anschließend zur TEA UK umfirmiert wurde. Die Aufnahme des Flugbetriebs erfolgte am 21. März 1989 mit einer Boeing 737 vom Flughafen Birmingham. Einen Monat später wurden zwei weitere Flugzeuge dieses Typs in Dienst gestellt. Das in Birmingham beheimatete Unternehmen führte auch Charterflüge von den Flughäfen East Midlands und Newcastle durch. TEA UK stellte ihren Flugbetrieb am 27. September 1991 ein und meldete am 16. Oktober 1991 Insolvenz an.

### TEA Italia (Italien)
TEA Italia, an der Trans European Airways zu 33,3 % beteiligt war, wurde im Februar 1990 in Treviso gegründet. Die Aufnahme des Flugbetriebs erfolgte am 22. Dezember 1990 mit einer Boeing 737-300. Ab April 1991 betrieb die Gesellschaft drei Flugzeuge dieses Typs. Nach der Insolvenz des belgischen Mutterunternehmens übernahmen die italienischen Gesellschafter deren Anteile. TEA Italia stellte den Flugbetrieb im Jahr 1995 ein.

## Durchführung der Operation Moses

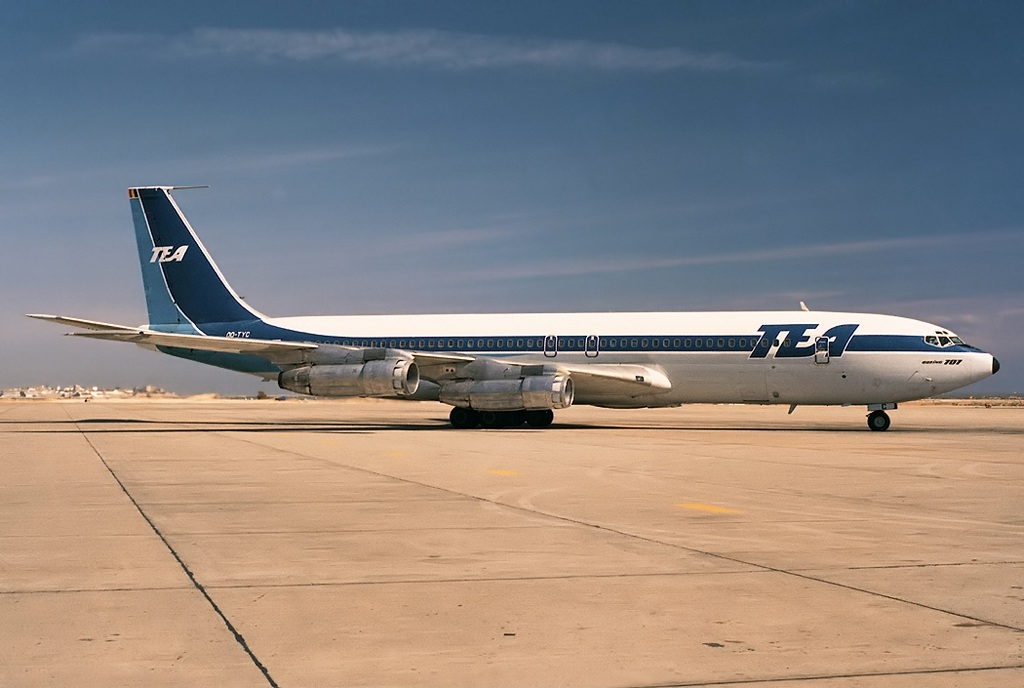
Die Boeing 707-300 (OO-TYC), die bei der Operation Moses zum Einsatz kam.

Anfang der 1980er Jahre flohen tausende Menschen infolge der Hungersnot aus Äthiopien in das Nachbarland Sudan, darunter mindestens 8000 jüdische Falaschen. Im Sudan wurden sie in Auffanglagern untergebracht. Anfang 1984 entschied sich Israel, die äthiopischen Juden aufzunehmen, und führte dazu Verhandlungen mit der sudanesischen Regierung. Diese stimmte dem Vorhaben zu.
Aufgrund der politischen Situation konnte der Transport der Flüchtlinge aus dem Sudan nur unter Geheimhaltung und mit Hilfe einer neutralen Fluggesellschaft erfolgen. Es wurden Kontakte mit Georges Gutelman aufgenommen, dem Eigentümer der Trans European Airways, der bereits zuvor mit der israelischen Regierung zusammengearbeitet hatte. Begünstigend kam hinzu, dass TEA mehrfach Pilgerflüge im Auftrag afrikanischer Fluggesellschaften durchgeführt hatte, so dass die Anwesenheit der Maschinen im Sudan keinen Verdacht erwecken würde. Weil die Flüge nicht direkt nach Israel erfolgen konnten, entschied sich Gutelman, die Flüchtlinge aus Khartum über Brüssel nach Israel auszufliegen. Hierfür benötigte er das Einverständnis der belgischen Regierung. Gutelman konnte seinen Bekannten und damaligen belgischen Justizminister Jean Gol als Unterstützer gewinnen, so dass die Flüchtlingsflüge mit Zustimmung des belgischen Premierministers Wilfried Martens ab dem 21. November 1984 beginnen konnten. Die Trans European Airways setzte hierzu eine Boeing 707-300 ein, die sie im Mai 1984 in Israel erworben hatte. Am 5. Januar 1985 wurde die Operation Moses öffentlich bekannt. Auf Druck der arabischen Staaten entzog die sudanesische Regierung dem Unternehmen noch am selben Tag die Landerechte. Bis zu diesem Zeitpunkt hatte die Gesellschaft etwa 7000 Flüchtlinge nach Israel befördert.

## Flotte
- Airbus A300B1 und A300B4 (Einsatzdauer: A300B1 von 1974 bis 1990, A300B4 von 1975 bis 1977)
- Airbus A310-300 (Einsatzdauer: von 1990 bis 1991 bei TEA France)
- Boeing 707-100 und 707-300C (Einsatzdauer: Boeing 707-100 von 1974 bis 1984, Boeing 707-300C von 1984 bis 1988)
- Boeing 720 (Einsatzdauer: von 1971 bis 1978)
- Boeing 737-200 und 737-300 (Einsatzdauer: Boeing 737-200 von 1976 bis 1991, Boeing 737-300 von 1988 bis 1991)[6]